# Carlos Gardel
Carlos Gardel   (Tolosa, 11 de desembre de 1890 - Medellín, 24 de juny de 1935) va ser un cantant, compositor i actor de cinema. És el representant més conegut del gènere en la història del tango. Iniciador i màxim exponent del "tango cançó", va ser un dels intèrprets més importants de la música popular mundial de la primera meitat del segle xx, per la qualitat de la seva veu, per la quantitat de discos venuts (com a cantant i com compositor), per les nombroses pel·lícules relacionades amb el tango en què va intervenir i per la repercussió mundial que va tenir.
No hi ha unanimitat en el lloc i la data del seu naixement. La teoria uruguaiana sosté que va néixer a Tacuarembó, l'Uruguai, l'11 de desembre entre 1883 i 1887. La teoria francesa, per contra, sosté que va néixer a Tolosa de Llenguadoc, França, l'11 de desembre de 1890. Hi ha unanimitat en el fet que va viure des de la infantesa a Buenos Aires i que es va nacionalitzar argentí el 1923. Va morir el 24 de juny de 1935 a Medellín, Colòmbia, en un accident aeri.
La persona i la imatge de Gardel ha estat objecte d'idolatria popular, especialment a l'Argentina i l'Uruguai, que l'han col·locat en un lloc de mite i símbol cultural que encara manté la vigència. El 2003 la veu de Gardel va ser registrada per la Unesco al programa Memòria del Món, dedicat a la preservació de documents patrimonials.

## Biografia
Els documents que es conserven fins ara certifiquen que va nàixer a Tolosa (encara que hi ha teories que afirmen que va nàixer a Tacuarembó, Uruguai). Va créixer en l'Argentina (de fet, la seua nacionalitat era argentina) i va morir accidentalment durant una gira a Medellín, Colòmbia.
Sembla que Gardel era fill natural de Carlos Félix Escayola Medina (fill del sabadellenc Joan Escaiola Carayemas) i de la jove uruguaiana María Lelia Oliva.
Gardel va créixer a l'Abasto, un barri de Buenos Aires en el qual funcionava el mercat central de fruites i verdures, l'edific del qual és d'estil art Déco i es conserva reciclat i convertit en un centre comercial. A una edat molt primerenca comença a ser reconegut pel seu refilet, i la seva fama transcendeix com el Morocho del Abasto.
El 1902, sent tramoista al teatre La Victoria, és escoltat pel famós baríton italià Titta Ruffo, el qual l'ajuda en l'educació del seu cant. Desenvolupà una sensual veu de baríton amb la que desplegà una musicalitat infal·lible i una gran expressivitat dramàtica, creant petites obres mestres del "dos per quatre" (terme amb què es coneix el Tango, en referència al seu compàs).
El 1913 celebrà un duel de tangos amb "El Oriental" José Razzano al carrer Guardia Vieja del barri de l'Abasto. En aquest duel no guanyà cap dels dos: més aviat va sorgir el duo Gardel-Razzano, que va treballar unit durant quinze anys.
Juntament amb el seu col·laborador de tota la vida, el poeta i periodista Alfredo Le Pera, Gardel va escriure molts tangos clàssics, com Mi Buenos Aires querido, Volver i El día que me quieras.
Es conserven un total de 700 enregistraments. No solament va gravar tangos; també música folklòrica com milongas, zambas, rancheras, tonadas, estilos, etc. Va gravar alguns fox trors en anglés, així com algunes cançons tradicionals en francés.
El 24 de juny de 1935 Carlos Gardel, juntament amb Alfredo Le Pera i alguns músics, entre ells Indio Aguilar finaren en el xoc de dos aeroplans a punt d'envolar-se sobre la pista d'aterratge de l'aeroport Enrique Olaya Herrera de la ciutat de Medellin (Colòmbia).
Gardel es trobava en el millor moment de la seva carrera. Estava fent una gran gira per tota Amèrica llatina i milions dels seus admiradors el van plorar.
Llavors "El Zorzal criollo" es guanyà la glòria: popularment, la gent diu que "Gardel cada dia canta millor". Un vers del seu tango 'Volver' es va convertir en un refrany famós en tota Amèrica llatina: "Vint anys no són res". Carlos Gardel està enterrat al cementeri de la Chacarita de Buenos Aires.

## Dia de Carlos Gardel
El 24 de juny de 2005, per decisió conjunta de les autoritats municipals de Buenos Aires, Montevideo, Tacuarembó i Medellin (on va finar), es recordaren els 70 anys de la mort de Carlos Gardel. Per primer cop, es va obviar la commemoració de l'anomenat "Dia de Carlos Gardel" a Tolosa.

## Controvèrsies sobre el seu lloc de naixement

Cartell d'estil "fileteado" de Carlos Gardel a Buenos Aires

Gardel hauria nascut en Tacuarembó, Uruguai o en Tolosa, Occitània. En una acta de naixement en Tolosa consta el nom de charles Romuald Gardes, fill de Berthe Gardes. Al seu testament hològraf, Gardel també declara haver-hi nascut a Tolosa, encara que en vida va dir a diverses publicacions que havia nascut en Tacuarembó. A més, el seu document d'identitat el declarava nascut en Uruguai. En 1936, en el judici successori, el govern uruguaià va retificar el document al qual consta que Gardel va néixer en Tolosa. Aquesta declaració mai va ser desmentida.
Des del dia 1 de setembre de 2003, la veu de Carlos Gardel es Patrimoni de la Humanitat, per declaració de la UNESCO. En el seu registre Memòria del Món, la UNESCO va anotar a Carlos Gardel com a "cantor argentí nascut a França". Uruguai no ho va poder desmentir per manca de documentació (no existeix la partida de naixement ni tampoc el registre escolar de Gardel a l'Uruguai). No existeix cap constància documental que puga relacionar a Gardel amb Escayola, en absolut, el que, per cert, és lògic, ja que ell era fill il·legítim.
Encara que consta que des de 1913 havia visitat Uruguai moltes vegades, no existeix cap document o testimoni que comprove que Gardel va visitar Tacuarembó. És evident que la documentació no arriba a una conclusió i es generà tanta controvèrsia amb l'assumpte al llarg dels anys que cap document resulta totalment confiable.

## Títols d'alguns dels seus tangos
- Desdén (1930)
- Tomo y obligo (1931)
- Lejana tierra mía (1932)
- Silencio (1932)
- Amores de estudiante (1933)
- Golondrina (1933)
- Melodía de arrabal (1933)
- Guitarra guitarra mía (1933)
- Cuesta abajo (1934)
- Mi Buenos Aires querido (1934)
- Soledad (1934)
- Volver (1934)
- Por una cabeza (1935)
- Sus ojos se cerraron (1935)
- Volvió una noche (1935)
- El día que me quieras (1935).
- En francès: Déjà; Folie; Je te dirai; madame c'est vous; parlez, moi d'amour

## Gardel en el cinema
Gardel va filmar una desena de pel·lícules als Estats Units, França i l'Argentina que pràcticament eren purs vehicles perquè ell interpretés les seves cançons.

### Argentina
- Flor de durazno (1917)
- Encuadre de canciones - Deu curtmetratges (1930): Primera filmació sonora realitzada en Sud-amèrica, mitjançant el sistema Movietone (imatge i so gravats alhora en la cinta). Pel tipus de pel·lícula (deu cançons filmades), Gardel es va convertir aquí en pioner dels avui anomenats "Videoclips".

### França
Després va filmar les pel·lícules que segueixen, per a l'empresa Paramount Pictures:
- Luces de Buenos Aires (1931)
- La casa se seria (1931)
- Espérame (1932)
- Melodía de arrabal (1932)

### Estats Units
- Cuesta abajo (1934)
- El tango en Broadway (1934)
- El día que me quieras (1935)
- Tango bar (1935).
- The big broadcast of 1936 (Los grandes de la radio de 1936) - Títol en castellà: "Cazadores de Estrellas, 1936"-.

## Gardel i Barcelona
Carlos Gardel va actuar en diverses ocasions a Barcelona, on freqüentà ambients artístics i feu intensa amistat amb Pepe Samitier, figura del FC Barcelona, amb qui es veieren diverses vegades malgrat que Gardel no fou mai un gran aficionat al futbol. Les actuacions de Gardel a Barcelona foren:
- 1925, novembre. Al Teatre Goya
- 1927, novembre. Al Principal-Palace
- 1929, abril. Al teatre Principal-Palace.